# Diaphorus nigrihalteralis
Diaphorus nigrihalteralis är en tvåvingeart som beskrevs av Van Duzee 1931. Diaphorus nigrihalteralis ingår i släktet Diaphorus och familjen styltflugor.
Artens utbredningsområde är Frankrike. Inga underarter finns listade i Catalogue of Life.